# Perizoma nigrofasciata
Perizoma nigrofasciata là một loài bướm đêm trong họ Geometridae.